# Gerardo Seoane
Gerardo Seoane Castro (ur. 30 października 1978 w Lucernie) – szwajcarski trener i piłkarz, grający na pozycji obrońcy. Obecnie pełni funkcję trenera niemieckiego klubu Borussia Mönchengladbach.

## Kariera piłkarska
Seoane jest wychowankiem klubu FC Rothenburg. Występował także w juniorskich drużynach klubu FC Luzern. W 1995 roku zadebiutował w seniorskiej drużynie FC Luzern. 2 lata później został piłkarzem klubu FC Sion. W latach 1997–1999 występował w barwach reprezentacji Szwajcarii U-21. W 1998 roku przeszedł do hiszpańskiego klubu Deportivo La Coruña, gdzie występował jednak głównie w rezerwach tego klubu. W 1999 roku został, na rok, wypożyczony do AC Bellinzona. W 2002 roku opuścił Deportivo na rzecz FC Aarau. 2 lata później został piłkarzem Grasshopper Club. W 2007 roku powrócił do FC Luzern. W 2010 roku ogłosił zakończenie kariery piłkarskiej.

## Kariera trenerska
Seoane rozpoczął karierę trenerską, prowadząc młodzieżowe drużyny FC Luzern. W 2013 roku tymczasowo pełnił funkcję trenera pierwszego zespołu tego klubu. W styczniu 2018 roku został ogłoszony pełnoprawnym trenerem FC Luzern. Odszedł z klubu pół roku później, kiedy został szkoleniowcem BSC Young Boys. Poprowadził on ten zespół trzykrotnie do Mistrzostwa Szwajcarii a także raz do Pucharu Szwajcarii. W lipcu 2021 roku został trenerem niemieckiego klubu Bayer Leverkusen.

## Sukcesy

### BSC Young Boys
- Mistrzostwo Szwajcarii: 2018/19, 2019/20, 2020/21
- Puchar Szwajcarii: 2019/20